# Universitatea de Artă Teatrală și Cinematografică din Budapesta
Universitatea de Artă Teatrală și Cinematografică din Budapesta (în maghiară Színház- és Filmművészeti Egyetem) este o universitate cu profil artistic, fondată în 1865 la Budapesta, Ungaria. A funcționat în cursul timpului sub diferite denumiri. Academia de Teatru și Film din Budapesta a fost ridicată la rangul de universitate în anul 2000, ocazie cu care a primit actuala denumire.

## Istoric
Contele Leó Festetics și câțiva actori maghiari de la Teatrul Național din Budapesta au înființat în 1865 o școală de actorie intitulată Școala de Dramă (Színészeti Tanoda). Școala avea inițial trei săli, iar în 1875 a obținut un spațiu mai mare în care să-și desfășoare activitatea. Un rol important în dezvoltarea studiilor de actorie l-a avut Ede Paulay. Școala a fost redenumită în 1885 Școala Națională de Actorie (Országos Színésziskola), apoi a format în 1887, prin fuziunea cu Academia de Muzică „Franz Liszt”, Academia Regală de Muzică și Artă Dramatică (Országos Magyar Királyi Zene- és Színművészeti Akadémia). Cele două instituții s-au separat în 1893, fiind înființată cu această ocazie Academia Regală de Artă Dramatică (Országos Magyar Királyi Színművészeti Akadémia), care în 1919 a fost redenumită Academia de Artă Dramatică (Színművészeti Főiskola). 
În anii 1920 cel mai renumit profesor al școlii a fost Sándor Hevesi, care a fost urmat de Árpád Ódry. În anul 1932 a fost inaugurată prima clasă de artă cinematografică. Academia a primit în 1948 titlul de institut universitar, iar în anul 2000 a devenit o universitate. Unul dintre cei mai renumiți profesori din anii socialismului a fost regizorul Zoltán Várkonyi.

## Rectori
- Leó Festetics (1865–1880)
- Ede Paulay (1893-1894)
- Antal Váradi (1894–1907)
- Sándor Somló (1907–1916)
- Árpád Ódry (1930–1937)
- Ferenc Hont (1945–1948)
- Zsuzsa Simon (1950–1956)
- Magda Olthy (1957–1961)
- Kálmán Nádasdy (1964–1972)
- Zoltán Várkonyi (1972-1979)
- Jenő Simó (1979–1987)
- Károly Kazimir (1987–1989)
- György Illés (1989–1991)
- László Babarczy (1991–1994)
- Péter Huszti (1994–2001)
- Gábor Székely (regizor) (2001–2006)
- Tamás Ascher (2006–2014)
- Géza M. Tóth (2014−2019)[2]

## Absolvenți notabili
- László Kovács (director de imagine)[3]
- Vilmos Zsigmond[3]
- Mikó József[4]
- István Szabó
- Miklós Jancsó
- Lajos Koltai
- Gábor Bódy
- Dezső Magyar
- Béla Tarr
- Géza Röhrig
- Kristóf Deák[5]
- Alexandra Borbély[6]

## Legături externe
- Site-ul oficial în limba engleză